# Морача
Морача је река у Црној Гори. Извире испод Врагодола у подножју Великог Зебаоца и планине Лоле. Дуга је 99,5 km и тече од севера ка југу. Улива се у Скадарско језеро. Највеће притоке су јој са леве стране Цијевна, а са десне Зета. Површина слива износи 3.200 km².
У свом северном делу (горњем току) Морача је брза планинска река, и тече кроз кањон северно од Подгорице. Након спајања са својом највећом притоком, Зетом, северније од Подгорице, Морача улази у Зетску долину, кроз коју тече све док се не улије у Скадарско језеро.
Морача је релативно мала река, нешто више од 100 m широка и углавном плитка, па због тога њен ток није мењан. Њен кањон је део главног пута преко ког се долази до црногорске обале и Подгорице, и северног дела Црне Горе и Србије. Овај пут се сматра врло опасним.
Располаже великом хидроенергијом (нарочито у клисури Платије). У њеном басену изграђен је систем хидроцентрала (Горња Зета са хидроелектраном Перућицом, Глава Зете, Слап Зете, Цијевна).
Морача се сматра једним од симбола Подгорице, и она је највећа река која тече кроз овај град.